# خانه شهید مدنی
خانه شهید مدنی مربوط به دوره معاصر است و در همدان، خیابان، شهدا، کوچه آخوند واقع شده و این اثر در تاریخ ۱۱ مرداد ۱۳۷۷ با شمارهٔ ثبت ۲۰۹۰ به‌عنوان یکی از آثار ملی ایران به ثبت رسیده است.